# A12 (Noord-Ierland)
De A12 of Westlink is een Noord-Ierse A-weg die rond de westkant van het centrum van Belfast loopt. Het verbindt de M1 ten zuidwesten van de stad met de M2 en M3 naar het noorden en naar het oosten. De weg heeft een lengte van 3,4 kilometer en is deel van de Europese wegen E1 en E18.